# Cauna
 Cauna  (en occitano Caunar) es una población y comuna francesa, situada en la región de Aquitania, departamento de Landas, en el distrito de Mont-de-Marsan y cantón de Saint-Sever.

## Demografía
| 428 | 406 | 401 | 390 | 389 | 389 |
| Para los censos de 1962 a 1999 la población legal corresponde a la población sin duplicidades (Fuente: INSEE [Consultar]) |     |     |     |     |     |